# Тимофеевка степная
Тимофеевка степная или Тимофеевка Бёмера (лат. Phleum phleoides)  — вид травянистых растений рода Тимофеевка (Phleum)
семейства Злаки (Poaceae). Трава высокого кормового достоинства.

## Ботаническое описание
Многолетнее травянистое растение, образующее рыхлые дерновины. Стебли длиной 30—80 см, многочисленные, прямостоячие.
Листья сизоватые, линейные, шероховатые, шириной 1,5—6 мм.
Соцветие  — узкоцилиндрическая рыхлая метёлка 3—19 см длиной. Колосковые чешуи 2—2,5 мм длиной, шероховатые, голые. Цветковые чешуи 1,5—1,7 мм длиной, безостые, плёнчатые; нижняя цветковая чешуя на 1⁄3 короче колосковой чешуи. Плод — зерновка, удлиненно-овальная, пленчатая. Масса 1000 зерновок 0,3—0,4 грамма. Цветёт в мае — июне.
Число хромосом 2n = 14.

## Синонимы
По информации базы данных The Plant List, в синонимику вида входят следующие названия:
- Chilochloa boehmeri (Wibel) P. Beauv.
- Chilochloa boemerii (Wibel) P. Beauv.
- Chilochloa phleoides (L.) Desv.
- Heleochloa phalaroides (L.) P. Beauv.
- Phalaris phleoides L.
- Phalaris trigyna Host
- Phleum arvense Pourr.
- Phleum boehmeri Wibel
- Phleum boehmeri var. blepharodes Asch. & Graebn.
- Phleum boehmeri var. interruptum Zabel
- Phleum brevifolium Dulac
- Phleum glabrum Bernh.
- Phleum hostii Jacq.
- Phleum laeve M.Bieb.
- Phleum phalaris Pers.
- Phleum phalaroides Koeler
- Phleum phleoides var. blepharodes (Asch. & Graebn.) Halácsy
- Phleum phleoides var. interruptum (Zabel) Serb. & E.L.Nyár.
- Phleum reclinatum Gorter
- Phleum ventricosum Moench
- Plantinia phalaroidea (Koeler) Bubani

## Распространение и экология
Обитает на суходольных лугах, луговых и ковыльных степях. 
В России встречается в европейской части, Сибири, на Кавказе. Вне России
обитает в Европе, Средней Азии и Монголии. 
Размножается семенами и вегетативно — побегами кущения. Семена сохраняют всхожесть 3—4 года. Полевая всхожесть ниже, чем у тимофеевки луговой (Phleum pratense). В поле всходы появляются при 5—6 °С, более дружно при 8 °С и более. Сначала развивается медленно. Начинает куститься через 1 месяц после всходов. По степени кущения уступает другим видам. Вегетационный период длится 85—110 дней. Растение ярового или ярово-озимого типа развития. Начинает нормально плодоносить со второго года жизни. Растение ветроопылеямое, при этом часто наблюдается протогиния. Более засухоустойчиво, чем тимофеевка луговая (Phleum pratense).
К почвам малотребовательно. Успешно растёт на разных типах каштановых, чернозёмных и окультуренных дерново-подзолистых почвах. Плохо растёт на кислых, заболачиваемых, тяжелых заплывающих, очень легких и солонцеватых. Поражается болезнями в той же степени, что и тимофеевка луговая (Phleum pratense).

## Кормовое значение
Хорошо поедается крупным рогатым скотом и особенно лошадьми. Овцами и верблюдами поедается хуже, но все же удовлетворительно. На Алтае отмечено хорошее поедание маралами. В сене хорошо поедается всеми видами скота, верблюды едят плохо. Даёт хорошую нажировку взрослому нагульному скоту, но не обеспечивает нажировки молодняку. Под влиянием интенсивного выпаса выпадает из травостоя пастбищ. Пригодно для силоса.
В зависимости от фазы развития растения содержали (на сухую массу в %): 2,6—4,8 протеина, 0,8—1,0 жира, 7,8—9,6 клетчатки, 1,8—3,0 золы, 12,6—16,2 БЭВ, при выходе сухого вещества 28—33 %. На 100 кг корма приходится 24—26 кормовых единиц и 1,3—3,5 кг переваримого белка. Коэффициент переваримости: протеина 65—73, жира 53—59, клетчатки 65, БЭВ 70—75.

## Охранный статус
Занесена в Красные книги Калининградской области, Якутии, Вологодской области, Новгородской области, Ивановской области и Красную книгу Москвы.